# 魁北克共产党
魁北克共产党（法語：Parti communiste du Québec），简称魁共（PCQ-PCC），是加拿大共产党在魁北克省的分支。该党成立于1965年。它的意识形态是共产主义、马克思列宁主义。它的政治立场是左翼。2005年，该党发生分裂，以安德烈·帕里佐为首的“主权派”脱离加共，成为独立政党，也使用“魁北克共产党”的名称。忠于原魁北克共产党全国执行委员会的一派则继续接受加共领导
。